# Jimmi Madsen
Jimmi Madsen (Copenaghen, 4 gennaio 1969) è un ex pistard danese.

## Palmarès

### Pista
- 1989

Campionati danesi, Inseguimento a squadre dilettanti (con Dan Frost, Peter Clausen e Jan Bo Petersen)
- 1991

Campionati danesi, Inseguimento a squadre dilettanti (con Michael Sandstød, Flemming Trøigaard e Jan Bo Petersen)
- 1992

Campionati danesi, Inseguimento a squadre dilettanti (con Flemming Trøigaard, Michael Sandstød, Henrik Bandsholm e Jan Bo Petersen)
- 1993

Campionati dei paesi nordici, Inseguimento a squadre dilettanti (con Klaus Kynde, Michael Sandstød, Lars Otto Olsen e Jan Bo Petersen)
Campionati danesi, Inseguimento a squadre dilettanti (con Ken Frost, Michael Sandstød, Lars Otto Olsen e Jan Bo Petersen)
Sei giorni di Monaco (con Michael Sandstød)
- 1994

Campionati danesi, Inseguimento individuale
- 1995

Sei giorni di Copenaghen (con Danny Clark)
Campionati danesi, Corsa a punti
Sei giorni di Herning (con Jens Veggerby)
- 1996

Sei giorni di Stoccarda (con Jens Veggerby)
Campionati europei, Americana (con Jens Veggerby)
Campionati danesi, Americana (con Jens Veggerby)
Campionati danesi, Inseguimento a squadre (con Michael Sandstød, Tayeb Braikia e Frederik Bertelsen)
- 1997

Sei giorni di Copenaghen (con Jens Veggerby)
Sei giorni di Herning (con Jens Veggerby)
Campionati europei, Americana (con Jens Veggerby)
Campionati danesi, Inseguimento a squadre (con Michael Sandstød, Frederik Bertelsen e Tayeb Braikia)
- 1998

Sei giorni di Brema (con Jens Veggerby)
Campionati danesi, Corsa a punti
Campionati danesi, Inseguimento a squadre (con Tayeb Braikia, Jakob Storm Piil e Kim Marcussen)
- 1999

Sei giorni di Copenaghen (con Tayeb Braikia
Sei giorni di Gent (con Scott McGrory
Campionati danesi, Americana (con Michael Sandstød
- 2000

Campionati europei, Derny
Campionati danesi, Inseguimento individuale
Campionati danesi, Americana (con Jakob Storm Piil)
- 2001

Campionati danesi, Corsa a punti
Campionati danesi, Americana (con Mads Christensen)
- 2005

Sei giorni di Copenaghen (con Jakob Storm Piil)

### Strada
- 1994 (Trumf)

4ª tappa, 1ª semitappa Bayern Rundfahrt
- 1995 (Trumf)

3ª tappa, 1ª semitappa Bayern Rundfahrt
- 2000 (una vittoria)

1ª tappa Berliner Etappenfahrt (Hellersdorf > Hellersdorf)
- 2002 (Team CSC, una vitroria)

Classifica generale Ringsted

#### Altri successi
- 1995 (Trumf)

Campionati danesi, Cronometro a squadre
- 1996

Campionati danesi, Cronometro a squadre
- 1997 (Acceptcard)

Campionati danesi, Cronometro a squadre
GP Jægerspris

## Piazzamenti

### Grandi Giri
- Giro d'Italia

2002: 108°

### Classiche monumento
- Giro delle Fiandre

2002: 107°
2004: 106°
- Parigi-Roubaix

2002: ritirato

### Competizioni mondiali
- Campionati mondiali su strada

Agrigento 1994 - In linea Elite: ritirato
- Campionati mondiali su pista

Hamar 1993 - Inseguimento a squadre: 3°
Manchester 1996 - Americana: 7°
Berlino 1999 - Americana: 2°
Manchester 2000 - Americana: 8°
- Giochi olimpici

Barcellona 1992 - Inseguimento a squadre: 3°
Sidney 2000 - Americana: 12°

### Competizioni europee
- Campionati europei

Gran Bretagna 1995 - Americana: 5°
Svizzera 1996 - Americana: vincitore
Germania 1997 - Americana: vincitore
Paesi bassi 2000 - Derny: vincitore
Belgio 2000 - Americana: 5°
Paesi bassi 2001 - Derny: 3 °